# 2008年歐洲國家盃外圍賽球證遇襲事件
2007年6月2日，2008年歐洲國家盃外圍賽F組的丹麥對瑞典賽事在丹麥哥本哈根帕肯球場舉行。第89分鐘，因丹麥中場克里斯蒂安·鮑爾森侵犯瑞典前鋒馬庫斯·羅森貝里，球證判瑞典隊獲得一個十二碼；一名丹麥球迷卻衝進球場襲擊球證，賽事隨即中斷。
歐洲足球協會在6月8日展開聆訊，裁定瑞典隊以3比0勝出賽事，禁止鮑爾森在以後3場比賽賽事中上陣，並對丹麥參與國際賽事施以限制。丹麥足球協會提出上訴，並獲得減刑。最終丹麥被罰款50,000瑞士法郎，以後2場賽事必須於哥本哈根140公里以外進行。
這賽事是丹麥和瑞典首次於歐洲國家盃外圍賽對上。

## 賽事
瑞典前鋒約翰·艾曼達射進2球，彼得·汉松射進1球，於26分鐘已遙遙領先3比0。丹尼爾·阿格、容·達爾·托馬森和萊昂·安德森各射進1球，為丹麥隊追平3比3。

### 鮑爾森和羅森貝里的衝突
89分鐘時，丹麥中場克里斯蒂安·鮑爾森在己方禁區和馬庫斯·羅森貝里發生碰撞；羅森貝里拍打鮑爾森後，鮑爾森以手肘還擊羅森貝里的腹部。球證范德爾和助理球證商議後，把鮑爾森驅逐離場，並判瑞典獲得一球十二碼。

### 球迷襲擊
幾秒後，一名丹麥球迷衝進場內，抓住球證的頸部，立刻就被丹麥後衛米克爾·格拉夫加德阻止。范德爾、2名助理球證和第四球證離開球場。丹麥足協幾分鐘後宣佈瑞典以3比0勝出賽事，發言人表示：「今次事件嚴重玷污了丹麥足球的形象。為了讓球迷近距離觀看球賽，球場四周圍欄的確較低，我們其實考慮過箇中風險。」。

### 襲擊者
襲擊者是29歲的丹麥男子，在瑞典哥德堡居住和工作。丹麥法院頒令禁止公佈他的姓名。

## 後續事件

### 歐洲足協懲罰丹麥足協
歐洲足協紀律委員會訂於6月8日展開聆訊，以決定是否判瑞典以3-0勝出。等候結果期間，丹麥足協停售兩場在帕肯球場舉行的歐洲國家盃外圍賽賽事門券；當時已售出18,200張9月12日的賽事門券，對手為列支敦士登。
6月8日的聆聽裁定，瑞典以3-0勝出，丹麥須繳罰款100,000瑞士法郎，餘下的4場賽事必須在哥本哈根外250公里進行，下場迎戰列支敦士登的賽事甚至得閉門進行。鮑爾森被禁止在3場比賽賽事中上陣。
瑞典足協主席拉什-奧克·拉格雷爾對判決表示滿意，稱之為「明確決定」，並指出「沒有其他選擇」。丹麥足協馬上宣佈，將會提出上訴，秘書長對判決的程度感到驚訝，並說「他們似乎在判決時沒有考慮地理因素──丹麥只是個小國。」
歐洲足協紀律委員會3名委員中，2名接受了傳媒訪問。擔任委員的盧森堡足協秘書長說：
|  | 250公里（的限制），只是確保他們得遠離哥本哈根比賽。……我認為應該讓他們有機會在丹麥國內進行比賽。我沒有看見判決的文字，所以不知道它怎麼寫。 |

一名德籍委員說：
|  | 丹麥其實可以在奧爾堡比賽啊。他們那裏有跑道，不是嗎？……我不知道丹麥各地的距離，這點有待商議。 |

事實上，奧爾堡距離哥本哈根只有224公里，不符合當時裁決規定，奧爾堡體育場也沒有跑道。

### 歐洲足協最終裁決
歐洲足協在7月5日減輕對丹麥的懲罰，
- 丹麥只須於以後2場賽事遠離哥本哈根作賽
- 取消閉門迎戰列支敦士登的限制
- 賽事只須在哥本哈根外140公里進行
- 罰款金額降至50,000瑞士法郎
- 賽果維持原判

## 回響

### 賽事
丹麥王儲弗雷德里克批評鮑爾森和襲擊球證的球迷，說「這些行為很可怕，使丹麥蒙羞。」

### 鮑爾森的舉動
哥本哈根警察總督察蒙奇說：「是時候殺一儆百……球場上的暴力幾乎已被接受，但無論在球場上或在社會中，暴力都不應被接受。電視影像清楚顯示那位瑞典足球員怎樣被擊中腹部。我馬上認為，根據丹麥刑法，這行為須接受監禁30日懲罰。」
哥本哈根警察總警司佩爾·拉爾森後來表示，蒙奇的言論過於輕率，因為「足球是有身體接觸的運動，故此這案應該交由足球界的法庭處理。」蒙奇指出，在法庭中審訊球場上或曲棍球上的暴力事件，是不尋常的。
丹麥司法部長勒奈·埃斯佩森促請國家隊主動給予鮑爾森停賽。

### 球場保安
帕肯球場於1993年由歐洲足協評為4星級場館，符合舉辦歐洲國家盃決賽的資格。
這次襲擊案發生後，球場的保安備受質疑，更受歐洲足協紀律委員會關注。丹麥報章《日德蘭郵報》的編輯抨擊帕肯球場的安全措施不足，可能對丹麥造成嚴重影響，但同時讚揚范德爾中止比賽的決定。

### 肇事者
肇事球迷在法庭宣稱，他當時喝了很多酒，記不起自己曾襲擊球證。刑事法庭判處他入獄30日和40日社會服務令。檢察部上訴至丹麥東部高等法院，高等法院把刑期降至20日。
丹麥足協計劃，若丹麥隊真的在外圍賽中出局，便會控告襲擊者造成經濟損失。
帕肯運動及娛樂公司起初打算向襲擊者索償7,000,000丹麥克朗，以補償門票損失；丹麥足協則打算索償1,900,000克朗。但他們接受建議，改變初衷。法庭完成對肇事者的審訊後，帕肯公司和丹麥足協都重新興訟，索償上述金額。丹麥足協其後索償1,615,645克朗。2009年11月18日，法庭裁定肇事者須賠償丹麥足協900,000克朗。